# Perote (Veracruz)
Perote est une ville du Mexique, dans l’État de Veracruz, à 45 kilomètres à l'ouest de Xalapa. Elle le chef-lieu de la municipalité de Pérote. Située à l'ouest du golfe du Mexique, la ville est assise sur les contreforts orientaux de la chaîne de montagnes de la Sierra Madre orientale et proche de la limite administrative avec l'État de Puebla, à l'ouest. Elle dépend de la région administrative de Capital, qui est une des 10 subdivisions administratives de l'État de Veracruz, et qui comprend sa capitale étatique, Xalapa.
Perote, fondée sur un plateau élevé de 2 400 mètres à l'emplacement de l'ancienne Pinahuizapan, se trouve près du mont Nauhcampatepotl, ou Cofre de Perote, haut de 4 282 mètres, protégé au sein du Parc national Cofre de Perote. Au nord de la ville s’élève le fort de San-Carlos, qui était une des plus importantes places de guerre du Mexique,. 
Perote comptait dans les années 1870 près de 10 000 habitants. Elle comptait, en 2020, 42 451 habitants.

## Personnalités liées à la ville
- Guadalupe Victoria, général et homme d'État mexicain, ayant combattu pendant la guerre d'indépendance, y décède le 21 mars 1843[4].